# Schweizerische Stiftung für Minenräumung
Die Fondation Suisse de déminage (Eigenbezeichnung: FSD, deutsch: „Schweizerische Stiftung für Minenräumung“) ist eine schweizerische Nichtregierungsorganisation, die sich auf die Minenräumung spezialisiert hat.
Seit ihrer Gründung im Jahr 1997 hat die FSD Einsätze in rund 30 Ländern auf vier Kontinenten durchgeführt. Ihre Programme stützen sich auf die folgenden vier Säulen: Humanitäre Minenräumung, Aufklärung über die Risiken von Sprengstoffen, Unterstützung von Opfern und Vernichtung von Blindgängern. Seit 1997 hat die FSD mehr als 1,4 Millionen Sprengkörper unschädlich gemacht.
Die Organisation hat ihren Sitz in Genf und beschäftigt nahezu 1.000 Mitarbeiter in sieben Ländern (Stand: 2024). Die FSD trägt seit 2003 das ZEWO-Gütesiegel, eine Schweizer Zertifizierung, die transparente und vertrauenswürdige Organisationen auszeichnet. Die Organisation ist auch nach ISO 9000:2015 zertifiziert.

## Geschichte
Die FSD wurde 1997 in Freiburg unter dem Namen „Fédération suisse de déminage“ von Michel Diot, Henri Leu, Hansjörg Eberle und sechs weiteren Mitgliedern gegründet. Das erste Projekt hatte zum Ziel, bosnische Asylsuchende, die in die Schweiz geflohen waren, für die Minenräumung auszubilden, damit sie sich am Wiederaufbau ihres Landes beteiligen können.
Zwischen 1998 und 2002 vollzog die FSD weitere Minenräumprojekte in Bosnien und Herzegowina, Kroatien, Kosovo, Pakistan, Albanien, Afghanistan, Libanon und Sri Lanka.
Im Jahr 2001 unterzeichnete die FSD ein Kooperationsabkommen mit dem Welternährungsprogramm (WFP), um die Lieferung von Nahrungsmitteln nach Afghanistan zu ermöglichen, wie auch die Einrichtungen und Infrastruktur des WFP zu sichern. Zu einer ähnlichen Zusammenarbeit kam es bereits 2003 im Irak, gefolgt von einer Reihe weiterer Vereinbarungen zwischen der FSD und UN-Organisationen (u. a. im Sudan und in der Ukraine).
Nach dem Angriff auf das UN-Hauptquartier in Bagdad halfen mehrere FSD-Mitarbeiter bei der Evakuierung von Überlebenden aus dem bombardierten Gebäude und leisteten den Verletzten erste Hilfe, wobei sie sich selbst erheblichen Gefahren aussetzten. Die FSD erhielt von den Vereinten Nationen eine Auszeichnung für Tapferkeit und das über die Pflicht hinausgehende Engagement ihrer Mitarbeiter in Bagdad.
Im Jahr 2003 wurde schließlich die „Fédération suisse de déminage“ in die „Fondation Suisse de déminage“ umgewandelt.

## Mission
Das Hauptziel der FSD ist der Schutz der Zivilbevölkerung vor Minen und explosiven Kriegsmunitionsrückständen. Zu ihren Aktivitäten gehören das Aufspüren und Vernichten nicht explodierter und zurückgelassener Minen und Munition, die Sensibilisierung für die Gefahren von Minen, die Unterstützung von Opfern versehentlicher Explosionen und die Vernichtung von Waffen- und Munitionsbeständen. Darüber hinaus trägt die FSD durch die Förderung der Entwicklung lokaler Akteure im Bereich der Minenräumung sowie durch den Transfer technischen Wissens zur Stärkung der nationalen Kapazitäten bei. Die FSD ist auch an Forschungsprojekten beteiligt, die darauf abzielen, neue Technologien für die Minenräumung nutzbar zu machen, darunter auch den Einsatz von Spezialdrohnen.
Das Mandat der FSD umfasst neben der Beseitigung von Explosivstoffgefahren auch die Dekontaminierung von Böden von giftigen und umweltschädlichen Substanzen sowie die Unterstützung laufender Friedensprozesse in Postkonfliktgebieten durch Wiederaufbau, Rehabilitation und sozioökonomische Entwicklung für gefährdete Bevölkerungsgruppen und Vertriebene.
Parallel dazu integriert die FSD Maßnahmen zur Ernährungssicherung in ihre Programme, insbesondere durch die Sanierung landwirtschaftlicher Flächen in von explosiver Kontamination betroffenen Gebieten.

### Minenräumung

#### Afrika

##### Angola
Das Minenproblem in Angola ist das Ergebnis jahrzehntelanger Kämpfe während des angolanischen Unabhängigkeitskriegs und des anschließenden Bürgerkriegs. Im Jahr 2007 wurde die FSD von der angolanischen Regierung beauftragt, eine Bedarfsanalyse für die Minenräumung durchzuführen.

##### Burundi
Burundi hat ein Jahrzehnt des Bürgerkriegs hinter sich, in dem das Land mit explosiven Kriegsüberresten übersät war. Einen Plan für die Beseitigung dieser gab es lange nicht. Im Jahr 2003 ratifizierte die Regierung das Ottawa-Abkommen und der Nationale Rat für die Verteidigung der Demokratie (CNDD-FDD) unterzeichnete in Anwesenheit einer FSD-Delegation die Verpflichtung des Genfer Aufrufs. Dank einer Partnerschaft zwischen UNDP, UNICEF, FSD und MAG, die von der DEZA und der burundischen Regierung finanziert wurde, begannen humanitäre Minenräumungsprojekte.
Die FSD richtete ein Projekt zur Unterstützung des Friedensprozesses ein, das auf der Schaffung einer nationalen Behörde für Minenbekämpfung, der Bewertung der Auswirkungen von Minen auf lokale Gemeinschaften und der Risikoaufklärung in verminten Gebieten beruht. Im Jahr 2006 führte die FSD landesweit eine Umfrage durch, bei der 97 % aller Gemeinden besucht und bewertet wurden. Das Ergebnis dieser Erhebung bildet die Grundlage für die Minenräumung für die zwei darauffolgenden Jahren. Der von der FSD vorgeschlagene Ansatz basiert auf einer Partnerschaft mit dem International Centre for Research and Initiatives for Dialogue (CIRID), einer burundischen NRO mit Sitz in Genf.
Burundi wurde 2011 für landminenfrei erklärt.

##### Demokratische Republik Kongo
Die Demokratische Republik Kongo hat seit 1996 verschiedene Konflikte unterschiedlicher Intensität erlebt, ohne dass das Ausmaß der tatsächlichen Sprengstoffkontamination je bekannt war. Das Engagement der FSD vor Ort geht auf den November 2003 zurück (auf Ersuchen von UNMAS), und zielte darauf ab, zwei Notfall-Entminungsteams einzusetzen, die den lokalen Gemeinschaften und humanitären Hilfsorganisationen in Bunia zugutekommen. Für den Einsatz und die Leitung der Teams war das von den Vereinten Nationen in Kinshasa im Rahmen ihrer Friedenstruppe MONUC eingerichtete Koordinierungszentrum für Minenräumung (UNMACC) zuständig. Die FSD rekrutierte und schulte rund zwanzig lokale Mitarbeiter. Der Einsatz wurde 2005 aufgrund fehlender Mittel eingestellt.

##### Libyen
Die FSD begann 2011 mit ihren Entminungsarbeiten und verließ das Land 2018.
Um die Minenräumung nach dem ersten libyschen Bürgerkrieg im Jahr 2011 zu koordinieren, schlossen sich die Vereinten Nationen und internationale Nichtregierungsorganisationen zu einem „Joint Mine Action Coordination Team“ (JMACT) zusammen, dem auch die FSD angehört. Die USA finanzierten das FSD-Programm zur Aufspürung und Zerstörung explosiver Kriegshinterlassenschaften in den ehemaligen Kampfgebieten Libyens, um zu verhindern, dass möglicherweise Waffen, wie z. B. Flugabwehrraketen, in die Hände von Terroristen fallen. Das Programm begann 2011 und umfasste zunächst zwei Räumungsteams. Nach dem Tod von Muammar Gaddafi konzentrierten sich die Teams auf die Sicherstellung der Stadt Sirte. Von 2013 bis 2018 führte die FSD ihre humanitären Räumungsarbeiten von Tripolis aus durch. Sie übernahm die Verwaltung und Lagerung von Munition und führte Schulungen in Hun und Waddan für die libysche Polizei und Militäringenieure durch.
Im Jahr 2013 führte die FSD mit finanzieller Unterstützung des US-amerikanischen Fonds für Nichtverbreitung und Abrüstung (NDF) eine landesweite Untersuchung ehemaliger libyscher Munitionslagerstätten in Bengasi durch. Dabei wurden Daten zu den gelagerten Munitionsmengen, dem Zustand und der Sicherheit der Lagerstätten erhoben und Informationen für die künftige Verwaltung und Entsorgung von Munition zusammengetragen.

##### Mali
Nach einem Jahrzehnt des Konflikts zwischen verschiedenen bewaffneten Gruppen und dem Staatsstreich von 2020 ist Mali einer wachsenden Bedrohung durch Sprengkörper ausgesetzt, insbesondere durch improvisierte Sprengkörper (IED). Mali verfügt über keine nationale Minenräumbehörde und ist daher bei der Koordinierung der Minenräumung weiterhin auf externe Stellen angewiesen. Von 2013 bis 2014 führte die FSD in Zusammenarbeit mit UNICEF, UNMAS und anderen internationalen Akteuren ein Projekt zur Aufklärung über Minenrisiken und ein Projekt zum adäquaten Management von Munitionsbeständen durch. Dieses Programm ermöglicht die Ausbildung mehrerer Experten vor Ort, um einen nachhaltigen Übertrag von Kompetenzen zu gewährleisten.

##### Mosambik
Als das FSD-Programm 2006 in Mosambik anlief, war das Land eines der am stärksten verminten Länder der Welt. Ziel des FSD-Projekts war es, dem Regionalbüro des Nationalen Instituts für Minenräumung (IND) technische Unterstützung und Kapazitätsaufbau in den Bereichen humanitäre Minenräumung, Opferhilfe und Aufklärung über Risiken zu bieten. Das von der FSD geschulte Team des IND erzielte 2008 vielversprechende Ergebnisse, die das Ende dieses Projekts markierten. 2015 wurde Mosambik für landminenfrei erklärt.

##### Sudan
Seit seiner Unabhängigkeit im Jahr 1956 hat der Sudan mehrere Bürgerkriege erlebt, die ein Vermächtnis von Minen und explosiven Kriegsüberresten hinterlassen haben. Die FSD wurde im Februar 2004 von UNOPS beauftragt, die sudanesischen Minenräumungsbehörden und UNMAS zu unterstützen. Hierfür wurden Teams in die Region der Nuba-Berge (Kadugli) entsandt. Zudem begann die FSD eine Partnerschaft mit der in Khartum ansässigen NRO FPDO (Friends of Peace and Development Organization). Im Mai 2006 bildete die FSD nationale Mitarbeiter für die Minenräumung in der Region Kassala und in den Staaten am Roten Meer aus.
Gleichzeitig führte die FSD Missionen zur Unterstützung der Entwaffnung, Demobilisierung und Wiedereingliederung durch, um die Bemühungen zur Entwicklungshilfe in den Regionen Darfur und Malaka voranzutreiben.

##### Südsudan
Im Jahr 2004 unterzeichnete die FSD ein Partnerschaftsabkommen mit der lokalen NRO SIMAS (Sudan Integrated Mine Action Services) und dem Welternährungsprogramm (WFP) in dem sie sich verpflichtete, Minenräumer im Südsudan zu rekrutieren, auszubilden und zu leiten sowie die Arbeit der UNAMIS (United Nations Advance Mission in the Sudan) zu unterstützen.
Ende 2005 hat die FSD 30 Auslandsmitarbeiter und 250 einheimische Minenräumer im Rahmen eines Räumungsprogramms zur Sicherung der wichtigsten Zugangswege vom Süden des Landes nach Juba entsandt, um dem Welternährungsprogramm die Verteilung von Hilfsgütern und die Rückkehr Flüchtender zu erleichtern. Mit der Unterstützung der FSD im Jahr 2007, rekrutierte SIMAS ihr erstes Entminungsteam, bildete es aus und setzte es folglich ein, nachdem es vom Minenräumungsdienst der Vereinten Nationen (UNMAS) akkreditiert wurde. In Zusammenarbeit mit der FSD organisierte SIMAS 2010 in Juba einen Workshop für Vertreter der Übergangsregierung des Südsudan, der südsudanesischen Minenräumungsbehörde, der UNMAO und UNICEF, um auf die schwindende Unterstützung für Minenräumaktionen im Südsudan und den Rückgang der internationalen Finanzierung zu reagieren. Die FSD unterstützte SIMAS anschließend noch viele Jahre lang mit technischer Beratung, der Ausarbeitung von Vorschlägen und Mentoring, bis 2016.

##### Tschad
Die Kontamination des Tschad ist das Ergebnis des Krieges zwischen Tschad und Libyen von 1973 und eines 30-jährigen internen Konflikts. Die Kontamination stellt eine ständige Bedrohung für die lokale Bevölkerung dar, und ihre negativen Auswirkungen auf die sozioökonomische Entwicklung von Borkou, Ennedi und Tibesti, die zu den ärmsten Regionen gehören, sind besonders gravierend.
Die FSD ist Teil des PRODECO-Projekts, das 2017 von der Europäischen Union im Konsortium mit drei anderen Organisationen ins Leben gerufen wurde: Handicap International, MAG and Secours Catholique Développement einer lokalen NRO für Opferhilfe. Im Rahmen dieses Projekts hat die FSD die Aufgabe, die nationale Minenräumbehörde (HCND – High Commission for National Demining) in administrativer, logistischer und technischer Hinsicht zu unterstützen. Die FSD leistet auch technische Unterstützung bei der Aktualisierung der nationalen Datenbank für Entminung (IMSMA), die für die Sammlung von Räumungsdaten und die Erstellung von Karten und Berichten verwendet wird. Das Projekt wurde 2022 abgeschlossen.

##### Zentralafrikanische Republik
In Zusammenarbeit mit FSD France führt die FSD seit 2014 humanitäre Projekte in der Zentralafrikanischen Republik durch. Das Land ist von einem jahrzehntelangen Bürgerkrieg gezeichnet. Die FSD führte eine Sensibilisierungskampagne über die Risiken des Umgangs mit nicht explodierten und zurückgelassenen Waffen und Munition durch. Zwischen 2015 und 2017 führte die FSD Leichenbestattungen durch, die außerhalb von Friedhöfen vergraben wurden, sowie Kampagnen zur Verringerung bewaffneter Gewalt.
2017 sanierte die FSD Boden in Batangafo in der Präfektur Ouham-Fafa. Ab 2019 führte die FSD ein Programm zur Konsolidierung der Stabilität im Sicherheitssektor durch, um das Friedensabkommen von Khartum zu unterstützen. Dies geschah unter anderem durch die Instandsetzung der Infrastruktur. Darüber hinaus wurden Maßnahmen zur Unterstützung der sozioökonomischen Entwicklung und zur Förderung der Wiedereingliederung ehemaliger Kämpfer durchgeführt. Im Rahmen ihrer Projekte unterzeichnete die FSD eine Vereinbarung mit der „Jeunesse pionnière nationale“, um die Beschäftigung junger Menschen für die Durchführung ihrer Projekte zu ermöglichen. Die FSD setzte 2024 ihre Unterstützung für Gemeinden in Bangui und Bouar in Form von Berufsausbildungen in Bereichen wie Landwirtschaft, Nähen und IT fort. Ein besonderer Fokus lag dabei auf Frauen, Menschen mit Behinderungen und ehemaligen Kombattanten. Auch Schul- und Waisenkinder wurden unterstützt.

#### Asien und Pazifik

##### Afghanistan
Afghanistan ist eines der am stärksten von Minen kontaminierten Länder der Welt. Noch immer werden jedes Jahr viele Zivilisten durch versehentliche Explosionen getötet oder verstümmelt. Die Einsätze der FSD in Afghanistan begannen 2001 mit der Entsendung von Räumungsteams zur Unterstützung des Einsatzes des Welternährungsprogramms und des UN-Büros für die Koordinierung humanitärer Angelegenheiten in Kandahar und später in Herat, Mazar-i-Sharif und Kabul. Seit 2010 führt die Organisation ein Minenräumungsprogramm in der abgelegenen Bergregion Darwaz (Provinz Badakhshan) durch und organisiert Aufklärungsveranstaltungen über Minenrisiken sowie ab 2019 ein Programm zur sozioökonomischen Unterstützung von Minenopfern. Die FSD setzt ihre Arbeit in diesem Gebiet trotz der unsicheren Lage seit der Taliban-Offensive 2021 fort.
Die FSD ist in den Provinzen Badakhshan und Kundus aktiv, wo sie verseuchtes Land räumt und den Zugang zu Ackerland wiederherstellt. Im Jahr 2024 leistete sie nach Überschwemmungen in Baghlan Nothilfe.

##### Laos
Von 2004 bis 2010 unterstützte die FSD das Welternährungsprogramm und arbeitete dabei an der Sicherstellung von Reisfeldern, Bewässerungssystemen und Fischfarmen sowie Strassen in den östlichen Bezirken von Savannakhet. Im Rahmen eines Projekts zur Verbesserung der Lebensgrundlagen, räumte die Organisation in Zusammenarbeit mit CARE Australien im September 2007 das Sekong Gebiet Parallel zur Minenräumung unterstützte die FSD die lokalen Behörden durch Schulungen in der Kampfmittelbeseitigung. Des Weiteren beteiligte sich die FSD an der Ausarbeitung nationaler Räumungsstandards und an der Einrichtung einer nationalen Datenbank für die nationale Regulierungsbehörde. In den Jahren 2008 und 2009 entwickelte die FSD Ausbildungsstandards für die nationalen Behörden, um die Qualität der technischen Ausbildung in Laos zu regulieren und sicherzustellen, damit die internationalen Ausbildungsstandards eingehalten werden.

##### Pakistan
Pakistan hat eine beträchtliche Anzahl von Minenopfern und explosiven Kriegsüberresten Die Verseuchung des Landes ist das Ergebnis verschiedener bewaffneter Konflikte mit Indien, des sowjetisch-afghanischen Krieges, gefolgt von der regierungsfeindlichen Invasion und Besetzung einiger Distrikte durch die Taliban im Jahr 2009. Ausgedehnte Kämpfe in der Nordwest-Grenzprovinz Khyber Pakhtunkhwa führten zu einer Massenvertreibung von über 2,8 Millionen Menschen. Nach der Vertreibung aus den Kampfgebieten kehrten sie in eine stark mit explosiven Kriegsrückständen verseuchte Umgebung zurück. In diesem Kontext begann die FSD ihre Arbeit.
Von 2009 bis 2011 führte die FSD ein gross angelegtes Projekt durch, bei dem es darum ging, das Bewusstsein für die Gefahr von explosiven Kriegshinterlassenschaften zu schärfen. In Zusammenarbeit mit der Sustainable Peace and Development Organisation (SPADO) und der Organisation für Grundbildung und Berufsausbildung, bildete die FSD zwanzig Teams aus den geschädigten Gebieten aus, um der betroffenen Bevölkerung Sicherheitskenntnisse zu vermitteln.

##### Philippinen
Das Programm der FSD auf den Philippinen begann im Jahr 2005 im Zuge des Friedensprozesses zwischen der philippinischen Regierung und der Moro Islamic Liberation Front auf der Insel Mindanao. In enger Zusammenarbeit mit FSD France führte die FSD technische und nichttechnische Voruntersuchungen durch, klärte über Minenrisiken auf und erleichterte die Räumung von explosiven Kampfmittelüberresten. Im Jahr 2020 wurde eine Aufklärungskampagne über Minenrisiken auf sozialen Netzwerken gestartet, nachdem es Einschränkungen im Zusammenhang mit COVID-19 gab. Im Jahr 2024 arbeitete die FSD mit Behörden zusammen, um Risikoaufklärung in die Lehrpläne von Schulen zu integrieren.

##### Sri Lanka
Während des 26-jährigen Bürgerkriegs in Sri Lanka wurden Tausende von Antipersonenminen verlegt. Nach Angaben des National Mine Action Centre betrug die verbleibende kontaminierte Gesamtfläche im Jahr 2019 noch 23.306.478 Quadratmeter.
Von 2002 bis 2013 führte die FSD eines der grössten Minenräumungsprogramme in Sri Lanka durch. Das Programm begann nach einem formellen Antrag auf Unterstützung durch das UNDP, das wiederum die FSD beauftragte, nationale Kapazitäten für künftige Operationen des District Mine Action Office (DMAO) aufzubauen. Darüber hinaus räumte die FSD Distrikte im Norden und Osten des Landes. Nach der Wiederaufnahme des Konflikts im Jahr 200[MW1] verstärkten sich die Bemühungen zum Aufbau lokaler Kapazitäten für Aufklärungskampagnen über Minen und explosive Kriegsmunitionsrückstände. Da es NROs nicht erlaubt war, Risikoaufklärung zu betreiben, arbeitete die FSD mit lokalen Gruppierungen zusammen, um die Prioritäten der Vertriebenen in Bezug auf Minenbekämpfung zu verstehen und Aufklärungskampagnen durchzuführen.
Um die Rückkehr der Vertriebenen zu beschleunigen, wurden die Minenräumungsarbeiten mit vier Dok-Ing MV-4 Maschinen und anderen mechanischen Mitteln fortgesetzt. Die Räumung von kontaminierten Brunnen hatte eine hohe Auswirkung, da so der Zugang zu sicherem Trinkwasser für die lokale Bevölkerung gewährleistet wurde. Darüber hinaus arbeitete die FSD mit dem Regional Mine Action Bureau (RMAC) und dem Sri Lankan Electricity Board zusammen. Die Minenräumung wurde auch durch den Masterplan des Mahaweli Development Programms unterstützt.

##### Vietnam
Vietnam leidet unter einer massiven Kontamination durch Minen und Blindgänger. Seit dem Ende des Vietnamkriegs sind nach Schätzungen der Regierung mehr als 40.000 Menschen diesen explosiven Überresten zum Opfer gefallen.
Im Laufe des Jahres 2007 entwickelte die FSD über die vietnamesische Botschaft in Bern enge Kontakte zur vietnamesischen Regierung. Zwei Bewertungsmissionen wurden durchgeführt, um den Entminungsbedarf in drei zentralgelegenen Provinzen zu ermitteln.

#### Südamerika

##### Kolumbien
Seit 50 Jahren gibt es in Kolumbien interne Kämpfe zwischen Regierungstruppen, den FARC-EP und ELN-Guerillas und der paramilitärischen Gruppe AUC. 30 der 32 Departements Kolumbiens sind von der Präsenz von Sprengkörpern betroffen.
Die FSD leistet seit 2004 Ad-hoc-Hilfe für die kolumbianischen Regierung und unterstützt die CCCM (kolumbianische Kampagne zum Verbot von Landminen). Seit 2010 trägt die FSD zur Ausbildung lokaler Experten bei. Nach der Unterzeichnung des Friedensabkommens im Jahr 2016 leistete die Organisation technische Hilfe für „Descontamina Colombia“ (die nationale Minenräumungsbehörde in Kolumbien), die die Minenräumung und die Beseitigung von explosiven Kriegsmunitionsrückständen, die Aufklärung über Minenrisiken, das Datenmanagement und die Opferhilfe koordiniert. Im Rahmen der Unterstützung für Descontamina Colombia ist die FSD an der Ausarbeitung nationaler Minenräumungsstandards beteiligt.
Darüber hinaus trägt die FSD zur Publizierung von Umweltstandards (Nr. 1195, 2017) bei, die darauf abzielen, die Umweltauswirkungen der humanitären Minenräumung im ganzen Land zu reduzieren, insbesondere in Naturparks und anderen Gebieten mit hohem ökologischen Wert. Die Kapazitätsaufbauaktivitäten der FSD in Kolumbien wurden im Jahr 2024 (check date) nach erfolgreicher Übertragung von technischem Fachwissen und institutioneller Unterstützung an die nationalen Behörden abgeschlossen.
Die FSD begann im Jahr 2022 damit, Minenopfern in Bogotá durch die Installation von Hydrokulturanlagen auf ihren Balkonen die Gründung kleiner, an ihre Behinderung angepasster Unternehmen zu ermöglichen. Die ursprünglich als individuelle Systeme konzipierte Initiative hat sich seither zu einem gemeinschaftsbasierten Ansatz entwickelt, der die Ernährungssicherheit und wirtschaftliche Integration von Konfliktopfern in Bogotá fördert.

#### Europa und Zentralasien

##### Albanien
Albanien wurde vor allem durch den Kosovo-Krieg 1998–1999 mit Minen und Blindgängern kontaminiert.
Die FSD führte im Oktober 2000 auf Initiative des Internationalen Komitees vom Roten Kreuz (IKRK) und mit Unterstützung des Schweizer Verteidigungsministeriums (VBS) ein Räumungsprogramm im Land durch. Im Mai 2001 wurde die FSD von der albanischen Regierung akkreditiert und rekrutierte und schulte etwa 50 einheimische Mitarbeiter für die humanitäre Minenräumung, so dass der Einsatz im Norden des Landes beginnen konnte. Das Projekt kam im Jahr 2004 zu Ende.
Im Jahr 2009 erklärte sich Albanien offiziell für minenfrei.

##### Armenien
Die Minenkontamination Armeniens ist hauptsächlich das Ergebnis des Konflikts mit Aserbaidschan von 1988 bis 1994. Ab 2012 organisierte die FSD Schulungen zur Vorbereitung nicht-technischer Voruntersuchungen, die vom armenischen Verteidigungsministerium angefordert wurden. Diese Ermittlungen konzentrierten sich auf Gebiete nahe der Grenze zur Türkei, wobei die militärische Sperrzone und die Kapan Region vermieden wurden. Von 2013 bis Anfang 2015 führte die Organisation ein Programm zur Entwicklung lokaler Kapazitäten durch. Die FSD trug auch zur Entwicklung der armenischen Nationalen Minenräumstandards (NMAS) bei und unterstützte das armenische Zentrum für humanitäre Minenräumung bei der Einrichtung und Verwaltung der Datenbank des nationalen Informationsmanagementsystems für Minenräumung (IMSMA).

##### Bosnien und Herzegowina
Der Bosnienkrieg, der von 1992 bis 1995 stattfand, führte zu einer vehementen Kontamination des Landes durch Minen und andere Kriegshinterlassenschaften. Von 1997 bis 1999 unterhielt die FSD ein Projekt in Zusammenarbeit mit dem UN Mine Action Center, das zwei humanitäre Minenräumungsprojekte in dicht besiedelten Gebieten von Sarajevo umfasste. Zu diesem Zweck bildete die FSD ehemaliges bosnisches Militärpersonal in der Minenräumung aus und beschäftigte 16 lokale Minenräumer.

##### Kroatien
Die Minenfelder Kroatiens sind Überreste des Krieges zwischen 1991 und 1995. Von 1998 bis 1999 führte die FSD im Auftrag des Schweizer Vereins Causes Communes ein Minenräumungsprogramm im Dorf Kusonje durch. Dies war die erste humanitäre Minenräumung, die von einer NGO auf kroatischem Gebiet durchgeführt wurde.

##### Kosovo
Der internationale Konflikt im Kosovo im Jahr 1999 führte zu einem schwerwiegenden Problem mit explosiven Kriegsmunitionsrückständen. Das IKRK unterzeichnete im Jahr 2000 ein Abkommen mit der FSD. Im Rahmen dieser Vereinbarung antworteten die FSD-Räumungsteams auf dringende Anfragen, die das IKRK an sie richtete. Die Teams arbeiteten mit den lokalen Gemeinschaften zusammen, so dass diese direkt in die Bewältigung des Problems der Minen und explosiven Überreste in ihren Dörfern einbezogen wurden Anfang 2001 strukturierte die FSD ihr Programm aufgrund des Rückgangs der Notfälle in eine einzige Einheit um, die auf die Minenräumung in Kampfgebieten spezialisiert war. Das FSD-Programm wurde mehrmals von offiziellen Delegationen der UN, der OSZE und der KFOR besucht.

##### Tadschikistan
Die FSD ist seit 2003 in Tadschikistan tätig und führt verschiedene Projekte zur Räumung, Vernichtung von Waffen- und Munitionsbeständen und zum Aufbau von Kapazitäten durch. Das Projekt begann mit Bewertungen und Erhebungen zur Bestimmung des Ausmasses und der Merkmale der Kontamination des Landes, bevor es mit der Räumung fortfuhr. Im Rahmen dieses Projekts setzte die FSD alle Methoden der Minenräumung ein (manuell, mechanisch und mit Hunden). In den letzten Jahren hat sich die FSD auf die Unterstützung der tadschikischen Behörden bei der sicheren Vernichtung von Waffen- und Munitionsbeständen, einschliesslich tragbarer Luftabwehrsysteme (MANPADS), konzentriert.
Im Jahr 2010 räumte die FSD die meisten der während des tadschikischen Bürgerkriegs kontaminierten Gebiete und konzentrierte sich auf die Räumung von Minengürteln, die von den ehemaligen sowjetischen Streitkräften auf der tadschikischen Seite der Grenze zwischen Tadschikistan und Afghanistan verlegt worden waren. Im selben Jahr schloss sich Norwegian People’s Aid der FSD an. Aufgrund fehlender finanzieller Mittel war die FSD gezwungen, ihre Räumungsaktionen in Tadschikistan 2018 einzustellen, setzte aber ihre Bemühungen für die Zerstörung von Waffen- und Munitionsbeständen fort. Bis zum Ende des humanitären Entminungsprogramms hat die FSD über 38 Millionen Quadratmeter Land gesichert. Im Jahr 2024 nahm die FSD ihre Minenräumungsarbeiten in den Grenzregionen zu Afghanistan, Kirgisistan und Usbekistan wieder auf und weitete sie aus. Dadurch wurde sie zur größten humanitären Minenräumungsorganisation in Tadschikistan.

##### Ukraine
Das Engagement der FSD in der Ukraine reicht bis Anfang 2015 zurück, mit einem Programm zur Aufklärung über Minenrisiken im Donbass. Nachdem die Organisation 2017 die Akkreditierung für die humanitäre Minenräumung erhielt, begann sie ein Programm zur Beseitigung von Minen und explosiven Überresten im Osten des Landes, in Gebieten, die unter der Kontrolle der ukrainischen Regierung standen. Im Jahr 2022, als sich die Kämpfe intensivierten und auf das ganze Land ausbreiteten, wurden die Aktivitäten der FSD neu ausgerichtet, um humanitäre Nothilfe zu leisten (Nahrungsmittel, Unterkünfte, Medikamente, Treibstoff usw.). Sobald es die Sicherheitslage zuliess, wurden die Minenräumung und die Risikoaufklärung mit mehr Personal und Ressourcen wieder in den Provinzen Tschernihiw und Charkiw aufgenommen.
Die Teams der FSD in der Ukraine haben in Zusammenarbeit mit dem Welternährungsprogramm (WFP) außerdem umfangreiche Kapazitäten für die Vermessung und Räumung landwirtschaftlicher Flächen sowie für die Räumung städtischer Gebiete mit gepanzerten Trümmerräumfahrzeugen und Fachpersonal aufgebaut.
Im Jahr 2023 hat die FSD in Kooperation mit dem Welternährungsprogramm und der Ernährungs- und Landwirtschaftsorganisation der Vereinten Nationen (FAO) ein neues Projekt in der Ukraine ins Leben gerufen. Die Ukraine produziert in Friedenszeiten Nahrungsmittel für 400 Millionen Menschen. Daher zielt dieses Projekt darauf ab, den Kleinbauern in der Provinz Charkiw die Rückkehr zu einer nachhaltigen Bewirtschaftung ihrer Flächen zu ermöglichen. Um dies zu erreichen, hat die FSD Minenräumung, Aufklärung über Risiken und Voruntersuchungen durchgeführt.
Im Jahr 2024 wuchs die FSD mit über 650 Mitarbeitenden zu einer der größten humanitären Minenräumorganisationen der Ukraine heran. Ihre Aktivitäten wurden auf die Regionen Donezk und Cherson ausgeweitet und umfassen nun Räumung, Aufklärung über Risiken und den Aufbau von Kapazitäten für Nichtregierungsorganisationen. Darüber hinaus wurden Versuche mit drohnenbasierten Vermessungsinstrumenten gestartet, um die Rekultivierung der Landwirtschaft und den Wiederaufbau zu unterstützen. Darüber hinaus setzte die FSD in der Ukraine Minenspürhunde ein, um die Untersuchungs- und Räumungsarbeiten zu unterstützen.

#### Naher Osten

##### Irak
Vier Kriege in weniger als dreissig Jahren haben dazu geführt, dass der Irak stark von Minen und explosiven Überresten verseucht ist. Der erste Einsatz der FSD im Irak begann 2003 mit einem humanitären Minenräumungsprogramm sowie technischer Unterstützung für das Welternährungsprogramm. Nach der Besetzung eines Teils des Irak durch den Islamischen Staat im Jahr 2016, begann die FSD ein Räumungsprojekt mit Schwerpunkt auf Landminen. Im ersten Jahr entfernte die FSD mehr als 5.000 Landminen und sicherte Millionen von Quadratmetern Land, insbesondere in der irakischen Provinz Kurdistan. Die Stiftung führte zudem ein Projekt zur Aufklärung über Minenrisiken durch, das in diesem Jahr über 500 Veranstaltungen für etwa 16.000 Männer, Frauen, Jungen und Mädchen im Distrikt Mosul umfasste. Seit September 2020 führt die FSD ein Projekt zur Unterstützung einer nationalen Minenräumungs-NGO im Irak (SHO) durch. Im Jahr 2024 erreichte die FSD einen wichtigen Meilenstein im Irak: Seit Beginn ihrer Operationen in diesem Land hat sie über 33 Millionen Quadratmeter Land von explosiven Gefahren befreit. Die Unterstützung des lokalen Partners SHO wurde erfolgreich abgeschlossen, sodass die NGO nun unabhängig arbeitet.

##### Libanon
Libanons komplexes Sprengkörperproblem ist hauptsächlich auf vier Ereignisse zurückzuführen: die israelische Besetzung des Südlibanon (1978–2000), den libanesischen Bürgerkrieg (1975–1990), den Libanonkrieg von 2006 und den syrischen Bürgerkrieg (2011–2017). Das humanitäre Minenräumungsprojekt der FSD beginnt im Jahr 2006. Es bestand aus vier Teams von acht Personen unter der Leitung des UNMAC (United Nations Mine Action Centre) in Zusammenarbeit mit dem LMAC (Lebanese Mine Action Centre). Am Ende des Projekts wurden mehr als 587,546 Quadratmeter Land sichergestellt und an die lokale Bevölkerung übergeben.

### Andere humanitäre Aktivitäten
Neben der Minenräumung führt die FSD Projekte in folgenden Bereichen durch: Unterstützung von Frieden und Entwicklung, humanitäre Nothilfe und Umweltaktivitäten für Sanierungs- und Revitalisierungsprojekte, den Schutz der biologischen Vielfalt und die Widerstandsfähigkeit gegenüber dem Klimawandel.

#### Unterstützung von Friedensprozessen
Friedensprozesse und Minenräumung sind eng miteinander verbunden, insbesondere bei Verhandlungen über den Zugang zu vermintem Land. So hat die FSD beispielsweise ein Kooperationsabkommen mit der sri-lankischen Regierung und den ‘Liberation Tigers of Tamil Eelam (LTTE)’, unterzeichnet, das zur Konsolidierung des Friedensprozesses beitrug.
Die Stiftung ist seit 2005 in den Friedensprozess auf den Philippinen involviert und stellt der philippinischen Regierung und der Moro Islamic Liberation Front (MILF) technisches Fachwissen zur Verfügung. Am 5. Mai 2010 unterzeichneten die ehemaligen Kriegsparteien ein Friedensabkommen, das die Durchführung eines gemeinsamen Minenräumungs-Projekts vorsieht, das von der FSD und der lokalen NRO ‘Philippines Campaign to Ban Landmines’ vorgeschlagen wurde.
In der Zentralafrikanischen Republik bietet die FSD Berufsausbildungen an, um ehemalige Rebellenkämpfer bei der Wiedereingliederung in die Gesellschaft zu unterstützen, indem grundlegende Einrichtungen verbessert und sozioökonomische Entwicklungsmöglichkeiten geschaffen werden.
In Kolumbien fördert die FSD den sozialen Zusammenhalt, indem sie Überlebende von Minenunfällen und Vertriebene durch städtische Landwirtschaftsprogramme in Opferhilfezentren unterstützt.

#### Katastrophenhilfe
In Zeiten von grosser Not leistet die FSD humanitäre Soforthilfe bei Naturkatastrophen oder aktiven bewaffneten Konflikten in aktiven Einsatzgebieten. Beispiele hierfür sind der vom Erdbeben im Indischen Ozean ausgelöste Tsunami von 2004 in Sri Lanka und der Krieg in der Ukraine im Frühjahr 2022. Im Jahr 2024 reagierte die FSD auf schwere Überschwemmungen im Norden Afghanistans mit der Bereitstellung von Nothilfe.

#### Umwelt
Im Umweltsektor konzentriert sich die FSD auf die Bereinigung von Böden, die durch persistente organische Schadstoffe oder Schwermetalle verschmutzt sind, und auf die Eindämmung der Risiken, die von Uranminen in Tadschikistan und Kirgisistan ausgehen. Die Organisation führt auch Programme zur Entwicklung der Widerstandsfähigkeit gegen den Klimawandel sowie zur Verbesserung der Ernährungssicherheit in Tadschikistan, der Zentralafrikanischen Republik, Afghanistan und Kolumbien durch.

#### Innovation und Technologie
Die FSD beteiligt sich aktiv an der Entwicklung neuer Technologien zur Unterstützung der manuellen Minenräumung. 2016 veröffentlichte die FSD eine Studie über den Einsatz von Drohnen während humanitärer Krisen. Die FSD trat dem technischen Lenkungsausschuss des Projekts Odyssey2025 bei, um die Entwicklung von Drohnen zu unterstützen, die PFM-1-Minen aufspüren können. Das Projekt wurde im Jahr 2020 beendet. Seit 2016 arbeitet die FSD ebenfalls in Partnerschaft mit der Urs Endress Stiftung an dem Projekt FindMine, das die Entwicklung einer Drohne zum Aufspüren von Minen und explosiven Kampfmittelrückständen zum Ziel hat. Im Jahr 2024 begann die FSD in der Ukraine damit, drohnenmontierte Bodenradargeräte zu testen, um die Voruntersuchungen in kontaminierten landwirtschaftlichen Gebieten zu verbessern. Die FSD nutzt Kartierungen mit geografischen Informationssystemen (GIS) als Kernkomponente ihrer Informationsmanagementprozesse. Damit lokalisiert sie gefährliche Gebiete präzise, plant Räumungsaufgaben und visualisiert den Fortschritt der Arbeiten. GIS-Tools unterstützen eine evidenzbasierte Entscheidungsfindung und tragen zur effizienten Freigabe von Land bei.

## Unterstützung und Finanzierung
Die humanitären Einsätze der FSD werden von Regierungen, multilateralen Organisationen, Stiftungen und privaten Spenden finanziert. Zu den wichtigsten Spendern gehören die Europäische Union, die Europäische Kommission, EuropeAid, UNOPS, das Welternährungsprogramm (WFP), das Entwicklungsprogramm der Vereinten Nationen (UNDP), UNICEF, das US-Außenministerium PM/WRA, die Regierungen von Australien, Kanada, Deutschland, Schweizer Kantone und Städte, Stiftungen sowie private Spender.

## Die FSD Gruppe
Die FSD Gruppe ist eine Konsolidierungseinheit, die die Fondation suisse de déminage (FSD), FSD France und Crosstech SA umfasst.

### Association FSD France
Im Jahr 2005 wurde die FSD um einen neuen französischen Partner ergänzt: die Association FSD France. Diese ist Teil der FSD-Gruppe und arbeitet auf Basis einer Kooperationsvereinbarung mit der Fondation Suisse de Déminage (FSD) zusammen. Dabei setzt die FSD die Projekte vor Ort um. Ziel ist es, die von der FSD bereits durchgeführten Minenräumaktivitäten auszuweiten. Ihr wichtigster Spender ist die Europäische Kommission.

### Crosstech SA
Crosstech SA ist ein Schweizer Unternehmen, das sich auf das Management von Explosionsgefahren bei Wiederaufbauprojekten nach Konflikten spezialisiert hat. Es bietet Risikomanagementdienstleistungen für Unternehmen, die in von Landminen und explosiven Kampfmittelrückständen betroffenen Gebieten tätig sind. Zu den Dienstleistungen gehören Risikobewertungen, Kampfmittelbeseitigung, Landräumung, Trümmerbeseitigung und Sicherheitsschulungen. Um den Wiederaufbau der Infrastruktur in potenziell gefährdeten Gebieten zu unterstützen, setzt das Unternehmen verschiedene Methoden wie Vermessung, Geodatenanalyse und mechanische Räumung ein.
Crosstech wurde 2007 gegründet und ist eine kommerzielle Tochtergesellschaft der humanitären Schweizer NGO FSD (Fondation Suisse de Déminage). Crosstech befindet sich vollständig im Besitz der FSD.